# Список народных артистов Эстонской ССР
Звание «народный артист Эстонской ССР» учреждено 10 июля 1942 года. Ниже приведён список народных артистов Эстонской ССР по годам присвоения звания. Всего этого звания были удостоены 135 человек.

## 1940-е (6 человек)

### 1942
- Лаутер, Антс Михкелевич (1894―1973), актёр театра и кино, театральный и кинорежиссёр (впоследствии народный артист СССР ― 1948)
- Пинна, Пауль Юханович (1884―1949), театральный режиссёр, актёр

### 1945
- Ляте, Александр Матсович (1860―1948), композитор

### 1947
- Лаур, Хуго Тынувич (1893―1977), актёр театра и кино
- Симм, Юхан Яанович (1885―1959), дирижёр, композитор[1]
- Эрнесакс, Густав Густавович (1908―1993), дирижёр, композитор[2] (впоследствии народный артист СССР ― 1956)

## 1950-е (24 человека)

### 1950
- Капп, Эуген Артурович (1908—1996), композитор[3] (впоследствии народный артист СССР ― 1956)

### 1952
- Куузик, Тийт (1911—1990), оперный певец (баритон) (впоследствии народный артист СССР ― 1954)
- Лунд, Ольга Иоханнесовна (1912―1998), оперная певица (сопрано)[1]
- Маазик, Эльза Павловна (1908―1991), оперная певица (сопрано)[1]
- Саар, Март Михкелевич (1882―1963), органист, пианист, композитор[1]

### 1954
- Суурорг, Арно (1903―1960), актёр театра
- Тарас, Мартин Мартынович (1899―1968), оперный певец (лирико-драматический тенор)

### 1955
- Лейнус, Карл[эст.] (1889―1968), дирижёр[1]
- Людиг, Михкель Яковлевич (1880―1958), органист, дирижёр, композитор

### 1956
- Варисте, Юри Яанович (1907―1989), дирижёр[1]
- Карм, Каарел Юханович (1906―1979), актёр театра и кино (впоследствии народный артист СССР ― 1956)
- Тальви, Айно Аугустовна (1909—1992), актриса театра (впоследствии народная артистка СССР ― 1966)

### 1957
- Алумяэ, Владимир Александрович (1917—1979), скрипач[1]
- Винер, Александр Борисович (1896—1984), театральный режиссёр
- Кайду, Эпп (1915—1976), театральный режиссёр, актриса
- Лийгер, Эллен Яновна (1918—1987), актриса театра
- Отс, Георг Карлович (1920—1975), оперный и эстрадный певец (лирический баритон), актёр театра и кино (впоследствии народный артист СССР ― 1960)
- Отс, Каарель Хансович (1882—1961), оперный певец (тенор)[4]
- Раудсепп, Кирилл Дмитриевич (1915―2006), дирижёр[1]
- Тооми, Улло[эст.] (1902—1983), хореограф
- Хансен, Леопольд-Оттомар Мартович (1879—1964), театральный режиссёр, актёр
- Эллер, Хейно Янович (1887—1970), композитор (впоследствии народный артист СССР ― 1967)
- Эскола, Антс Вольдемарович (1908—1989), актёр театра и кино (впоследствии народный артист СССР ― 1964)

### 1958
- Ирд, Каарел Кириллович (1909—1986), театральный режиссёр, актёр[5] (впоследствии народный артист СССР ― 1970)

## 1960-е (22 человека)

### 1960
- Гурьев, Виктор Иосифович (1914―1985), оперный певец (тенор)[1]
- Ребане, Альфред Артурович (1902―1986), актёр театра и кино, театральный режиссёр

### 1962
- Лемба, Артур Густавович (1885―1963), пианист[1]
- Ратассепп, Валдеко Рудольфович (1912―1977), актёр театра и кино

### 1963
- Капп, Виллем Хансович (1913―1964), композитор[1]

### 1964
- Ардер, Александр Карпович (1894―1966), оперный певец (баритон)[1]
- Сатс, Алекс (1914—1992), театральный режиссёр, актёр
- Таммур, Ильмар Аугустович (1921―1989), актёр театра и кино, театральный режиссёр

### 1965
- Архипенко, Валентин Дмитриевич (1909―1987), актёр театра и кино
- Кырвер, Борис Вольдемарович (1917―1994), композитор
- Урбель, Ида Артуровна (1900―1983), артистка балета, балетмейстер

### 1966
- Отсус, Вельда[эст.] (1913—2006), артистка балета, актриса театра
- Тармо, Руут Юльевич (1896―1967), актёр театра и кино

### 1967
- Арро, Эдгар Александрович (1911―1978), композитор[1]
- Линдау, Лизл Яановна (1907―1985), актриса театра
- Матсов, Роман Вольдемарович (1917―2001), дирижёр[1]
- Рандвийр , Тийу Александровна (р. 1938), артистка балета[6] (впоследствии народная артистка СССР ― 1977)

### 1968
- Пансо, Вольдемар Хансович (1920―1977), актёр театра и кино, театральный режиссёр (впоследствии народный артист СССР ― 1977)
- Руммо, Линда Карловна (1921―2015), актриса театра

### 1969
- Ратасепп, Арво Йоханнесович[эст.] (1926―1986), дирижёр[1]
- Рээк, Сальме[эст.] (1907―1996), актриса театра
- Ярвет, Юри Евгеньевич (1919—1995), актёр театра и кино (впоследствии народный артист СССР ― 1975)

## 1970-е (41 человек)

### 1970
- Вигла, Леопольд[эст.] (1900―1974), дирижёр
- Мяльтон, Александр Харальдович (1901―1974), актёр театра
- Пеэп, Хеленд Волдемарович (1910―2007), оперный певец (тенор)

### 1971
- Ярви, Неэме Аугустович (р. 1937), дирижёр

### 1973
- Эвер, Ита Альфредовна (1931—2023), актриса театра и кино

### 1974
- Аренг, Куно Йоханнесович[эст.] (1929—2017), дирижёр[1]
- Войтес, Маргарита Артуровна (1936—2024), оперная певица (лирико-колоратурное сопрано) (впоследствии народная артистка СССР ― 1979)
- Крумм, Хендрик Арсеньевич (1934—1989), оперный певец (лирико-драматический тенор) (впоследствии народный артист СССР ― 1980)
- Лепнурм, Хуго Людвигович (1914―1999), композитор[1]
- Оя, Олев Яанович[эст.] (1935―2023), дирижёр[1]
- Таутс-Раудмяэ, Урве Карловна[эст.] (р. 1935), оперная певица (меццо-сопрано)[1]

### 1975
- Верлин, Лембит[эст.] (1917—2004), композитор
- Кальюсте, Хейно Константинович (1925―1989), дирижёр, композитор[1]
- Лаасмяэ, Роланд[эст.] (1922—1975),  дирижёр
- Оруссаар, Хельмут Юханович[эст.] (1923—1977), трубач, дирижёр[7]
- Пярн, Эндел[эст.] (1914―1990), актёр театра и кино, артист оперетты
- Тамберг, Эйно Мартинович (1930―2010), композитор[1]
- Тормис, Вельо Рихович (1930—2017), композитор[1] (впоследствии народный артист СССР ― 1987)

### 1976
- Ани, Эндель Янович[эст.] (1925—1985), оперный певец (тенор)
- Вяльяотс, Удо Иоханович[эст.] (1916—1979), артист балета, балетмейстер, театральный режиссёр
- Коппель, Эйнари Юлиусович (1925—1978), диктор радио, актёр театра и кино
- Ляэтс, Хели Владимировна (1932—2018), эстрадная и камерная певица (меццо-сопрано)[1]
- Майсте, Тео-Эндель Фридрихович (1932—2018), оперный певец (бас)[1]
- Пуур, Хельми Александровна (1933—2014), артистка балета, балетмейстер
- Хярм, Тийт (р. 1946), артист балета
- Ярвела, Уно Йоханнесович (1926—2012), дирижёр[1]

### 1977
- Вейке, Фердинанд Йоханнесович (1924—2015), театральный режиссёр, актёр
- Кааль, Ану Арвидовна (р. 1940), оперная певица (лирико-колоратурное сопрано) (впоследствии народная артистка СССР ― 1981)
- Лукк, Бруно Аугустович (1909―1991), пианист[1]
- Раадик, Альфред[эст.] (1918—1998), хореограф
- Ряэтс, Яан Петрович (1932―2020), композитор[1]
- Туганов, Эльберт Азгиреевич (1920―2007), режиссёр-мультипликатор, сценарист

### 1978
- Адамсон, Ильма[эст.] (р. 1934), хореограф
- Бедрединова, Анастасия Касьяновна (1924—2004), актриса театра и кино
- Власов, Евгений Иванович (1926—2005), актёр театра и кино
- Клас, Эри Эдуардович (1939—2016), дирижёр[1] (впоследствии народный артист СССР — 1986)
- Найссоо, Уно Яанович (1928—1980), композитор
- Уйбо, Харальд[эст.] (1920—2002), дирижёр
- Шевцов, Леонид Трофимович (р. 1938), актёр театра и кино
- Школьников, Семён Семёнович (1918—2015), кинорежиссёр, кинооператор, сценарист
- Эльвисте, Херта Александровна (1923—2015), актриса театра и кино

## 1980-е (40 человек)

### 1980
- Вэттик, Туудур Пеэтерович (1898―1982), дирижёр, композитор[1]
- Кийск, Кальё Карлович (1925―2007), киноактёр, кинорежиссёр, сценарист
- Пальм, Мати Йоханнесович (1942―2018), оперный певец (бас-баритон)[1]
- Подэльский, Геннадий Вячеславович (1927—1983), композитор[1]
- Тохвельман, Хельми Юхановна[эст.] (1900—1983), балетмейстер
- Юлеоя, Антс[эст.] (р. 1936), дирижёр

### 1981
- Мурдмаа, Май-Эстер Оскаровна (р. 1938), артистка балета, балетмейстер
- Сауль, Пеэтер Вольдемарович (1932—2014), пианист, дирижёр

### 1982
- Арен, Рейно Йоханнесович (1927—1990), актёр театра и кино
- Микивер, Микк Арнольдович (1937—2006), актёр театра и кино, театральный режиссёр[8] (впоследствии народный артист СССР ― 1990)

### 1983
- Кууск, Иво[эст.] (1937—2023), оперный певец (тенор), оперный режиссёр
- Марк, Лехте[эст.] (1924—2013), оперная певица (сопрано)
- Позняк-Кылар, Елена Александровна (р. 1936), артистка балета

### 1984
- Аустер, Лидия Мартиновна[эст.] (1912—1993), композитор
- Керге, Аго-Эндрик[эст.] (1939—2021), актёр театра
- Мяги, Эстер Кустовна (1922—2021), композитор
- Парсаданян, Борис Христофорович (1925—1997), пианист, композитор
- Ритсинг, Рихард Яанович[эст.] (1903—1994), дирижёр, композитор

### 1985
- Аассалу, Хейно[эст.] (1932—2000), хореограф
- Вилимаа, Юло[эст.] (1941—2021), артист балета, балетмейстер
- Лаул, Венно[эст.] (1938—2018), дирижёр
- Лехисте, Юта[эст.] (р. 1941), артистка балета
- Микк, Арне[эст.] (р. 1934), театральный режиссёр

### 1986
- Лайус, Лейда Рихардовна (1923—1996), кинорежиссёр
- Мандри, Хейно Аугустович (1922—1990), актёр театра и кино
- Сяялик, Лейла (р. 1941), актриса театра и кино
- Юкскюла, Аарне-Мати Паулович (1937—2017), актёр театра и кино

### 1987
- Агур, Рейн[эст.] (р. 1935), театральный режиссёр
- Комиссаров, Калью Йоханнесович (1946—2017), актёр театра и кино, театральный и кинорежиссёр
- Лилье, Пеэтер Александрович (1950—1993), дирижёр
- Рандалу, Калле Альфредович (р. 1956), пианист

### 1988
- Баскин, Эйно Хиршович (1929—2015), театральный режиссёр, актёр
- Ноор, Руфина[эст.] (р. 1949), артистка балета, балетмейстер
- Ритсинг, Ало Рихардович[эст.] (р. 1936), дирижёр, композитор
- Трошкин, Борис[эст.] (1946—1998), актёр театра

### 1989
- Кырб, Кайе Явовна (р. 1961), артистка балета
- Оякяэр, Вальтер Мартович (1923—2016), композитор
- Салло, Хельги[эст.] (р. 1941), оперная певица (сопрано)
- Солодникова, Тамара Степановна (1939—2010), актриса театра
- Тоомпере, Хендрик[эст.] (1946—2008), театральный режиссёр, актёр

## 1990-е (2 человека)

### 1990
- Мальмстен, Рейн[эст.] (1942—1993), актёр театра и кино
- Таммел, Лейли[эст.] (р. 1943), оперная певица (меццо-сопрано)